# Giacinto Cestoni
Giacinto (ou Diacinto) Cestoni est un naturaliste italien, né le 13 mai 1637 à Montegiorgio près d’Ancône et mort le 29 janvier 1718 à Livourne. Il étudie les résultats des travaux de Francesco Redi (1626-1697) et Antonio Vallisneri (1661-1730). Cestoni travaille sur les cycles vitaux d’insectes notamment les puces et des algues. Avec Redi et Giovanni Cosimo Bonomo, il met en évidence le rôle d'un acarien dans la genèse de la gale.

## Biographie
Giacinto Cestoni est le fils de Vittorio et de Settimia Cestoni. Il naquit le 13 mai 1637, au village de Montegiorgio, près de Montalto, dans la Marche d'Ancône. Il apprit les éléments de la langue latine ; mais ses parents, ne se trouvant pas en état de lui faire continuer ses études, le mirent chez un apothicaire de Livourne, où il demeura deux ans. Sur la fin de l’année 1650, on l’envoya à Rome, où i resta quelques années. Après avoir fait un voyage de quatre mois à Marseille, Lyon et Genève, il retourna à Livourne, où il se fixa. Sa manière de vivre était particulière ; comme les pythagoriciens, il ne se nourrissait que de fruits et de légumes.  Il mourut de la gravelle, le 29 janvier 1718.

## Publications
Giacinto Cestoni a composé plusieurs ouvrages sur l’histoire naturelle. C’est à son seul génie qu’on les doit ; car il fut plus occupé à observer la nature elle-même qu’à l’étudier dans les livres. Tous sont écrits en italien, et la plupart sont imprimés dans les œuvres de son ami Vallisnieri :
- Osservazioni intorno alli pellicelli del corpo umano, insieme con altre nuove osservazioni. Ces observations ont été publiées à Florence en 1687. Cestoni dit, dans cet ouvrage, que la gale est due à de très-petits insectes, reconnus et caractérisés depuis par Murray, Wichmann, etc.
- Vere Condizioni della salsapariglia, del modo di conoscer la vera, e di darla, come venga adulterata, ed in quali mali convenga, ed in quale maniere più efficace : scritte al sign. Giovanni Inglish a Roma. C’est une lettre qui traite du moyen de distinguer la vraie salsepareille de celle qui est sophistiquée, qui indique les maladies contre lesquelles il faut l’employer, et la manière qui est la plus efficace.
- Vero Modo di dare e preparare la chinachina, etc.
- Maravigliose scoperte dell’origine di molti animalucci su le foglie de’ cavoli, etc. Ce mémoire a été inséré dans un livre publié à Padoue sous ce titre : Trattato di remedj per le malattie del corpo humano, Padoue, 1709, in-4°.
- Dell’Origine delle pulci dall’uovo, e del seme dell’alga marina. Ce petit ouvrage fut publié par Vallisnieri, avec un de ses traités, à Padoue, en 1713, in-4°.
- Istoria della grana del kermès e di un altra nera grana, etc., etc.
- Descrizione ossia compendio del balsamo Pinelli, Bologne, 1696, in-12.
- Memorie concernenti la storia naturale e la medicina, tratte dalle lettere inedite di Giacinto Cestoni, al cav. Ant. Vallisnieri. Opuscoli scelti, t. 10.